# Neoantistea yintiaoling
Espèce
Neoantistea yintiaoling est une espèce d'araignées aranéomorphes de la famille des Hahniidae.

## Distribution
Cette espèce est endémique de Chongqing en Chine,. Elle se rencontre dans le xian de Wuxi.

## Description
Le mâle holotype mesure 4,54 mm, les mâles mesurent de 3,25 à 4,78 mm.

## Systématique et taxinomie
Cette espèce a été décrite par Zheng, Mu et Wang en 2025.

## Étymologie
Son nom d'espèce lui a été donné en référence au lieu de sa découverte, la réserve naturelle de Yintiaoling.

## Publication originale
- Zheng, Mu & Wang, 2025 : « A new species of Neoantistea Gertsch, 1934 from Yintiaoling National Nature Reserve, Chongqing, China (Araneae, Hahniidae). » Biodiversity Data Journal, vol. 13, no e155306, p. 1-6 (texte intégral).